# 国際医療看護福祉大学校
国際医療看護福祉大学校（こくさいいりょうかんごふくしだいがくこう）とは、福島県郡山市にある医療系専門学校。略称はiMEDICAL（アイメディカル）。

## 概要
地域医療貢献のため2002年4月に開校。校訓は「慈愛・創造・進取」。新潟市に本部（新潟総合学院）を置くNSGグループの傘下であり、周辺にある同系列の5校の専門学校などで専門学校グループ「FSGカレッジリーグ」を構成する。

## 沿革
- 2001年 - 国際メディカルテクノロジー専門学校開校。4学科を設置。
  - 言語聴覚士科
  - 鍼灸師科 (廃科)
  - 臨床工学技士科
  - 救急救命士科
- 2009年 - 国際メディカルテクノロジー専門学校ANNEX開校。2学科を設置。
  - 看護科
  - 看護通信科
- 2013年 - 新たに介護福祉科を設置。
- 2014年 - 鍼灸師科を廃科。
- 2017年 - 校名を国際医療看護福祉大学校に変更。

## 所在地
- 福島県郡山市方八町
  - 郡山駅東口から徒歩5分の場所に位置する。

## 設置学科
2014年現在、全6学科を設置している。校舎は2つあり本校舎とANNEX校舎に分かれる。

### 本校舎
- 言語聴覚士科
- 臨床工学技士科
- 救急救命士科
- 介護総合マネジメント学科
- メディカルスポーツ学科

### ANNEX校舎
- 看護学科
- 看護通信科